# تندیس‌های بودا در بامیان
مجسمه‌های بودا در بامیان اشاره به تندیس‌های بزرگی که در دل کوه در ولایت بامیان در منطقه هزاره‌جات، افغانستان ساخته شده بودند، دارد. بنای ایستادهٔ این مجسمه‌های تاریخی در کناره‌های صخره‌ای هنگام رواج آیین بودایی در افغانستان در درهٔ بامیان کنده کاری شده بودند. مختصات جغرافیایی مکان این مجسمه‌ها از کابل در حدود ۲۳۰ کیلومتر (۱۴۰ مایل) به طرف شمال غربی بوده است. این دو مجسمه به بلندی ۵۳ متر و ۳۵ متر، در کنار مجموعه‌ای از بناهای تاریخی در این محل برای زمانی طولانی از جاذبه‌های اصلی گردشگری در افغانستان بودند. تندیس کوچکتر در سال ۵۰۷ میلادی و تندیس بزرگتر در سال ۵۵۴ میلادی ساخته شده است. این دو تندیس، نشان‌دهندهٔ سبک کهن یونانی بودایی بوده است؛ که در مناطق آسیای مرکزی به ویژه در افغانستان رواج داشته است.ساخت این تندیس ها را میتوان به دو پادشاهی هپتالی و کوشانی نسبت داد.برطبق گفته های هیوان تسانگ راهب چینی که به بامیان سفر کرده بود این مجسمه ها را منصوب به بودا دانسته بود و گفته بود که بامیان دارای معابد بودایی است و شاه و مردم این‌سرزمین به راهبان‌بودایی خدمت می‌کنندو همچنین عنوان کرده بود مردم کاپیسا ولایتی در نزدیکی بامیان این سرزمین کانیشکای کوشانی را به نیکی و علاقه یاد می کنند.از سوی دیگر ویکی پدیای انگلیسی بر طبق تاریخ گذاری کربن 14 این مجسمه ها در قرن های 5 یا 6 میلادی ساخته شده که در این دوران این مناطق تحت حکومت هپتالیان بوده و آن را منصوب به هپتالیان می داند.همچنین شمایل و ظاهر مردمان نقاشی شده در کنار بودای کوچک و بزرگ نشان دهنده لباس و ظاهر هپتالیان هستند. شامل موی کوتاه صورت بی ریش و ژاکت‌های دارای کمربند و دارای یقه‌های تا شده نوع خاصی از تاج که در سایر آثار کشف شده از هپتالیان از جمله در balalyk tepe در ازبکستان مطابقت دارد. (ظاهر تندیس‌ها و برخی نقاشی‌ها به هنر کوشانی و ظاهر تندیس‌ها و سکه‌های آنها شباهت‌هایی دارد و صورت بی ریش نیز در میان کوشانیان وجود داشته)(منابع مربوط به ظاهر هپتالیان)اما از سوی دیگر سونگ یون راهب چینی دیگری که از بامیان دیدن کرد ادعا کرد که هپتالیان آیین بودا را نمی‌شناسند و به خدایان دیگری معتقد اند بر طبق منابع چینی آنها خدایان دیگری مثل خدای بهشت خدای آتش و … می‌پرستیدندولی آیین بودا در زمان ایشان غالب بوده استبه طور مثال در بلخ حدود 30 هزار راهب بودایی و بیش از 100 معبد وجودبودایی وجود داشته و در خارج شهر معبد نوبهار یکی از مجلل ترین معابد بودایی بوده است.

## ساخت مجسمه
دیدگاه منصوب به کوشانیان:کوشانیان یکی از مهم‌ترین تمدن‌های بودایی در آسیای میانه بود که حمایت‌های زیادی از آیین بودایی کرد و این حمایت‌ها در دوران کانیشکا به اوج خود رسید و او را به یکی از مهم‌ترین شخصیت‌های بودایی بدل کرد. همچنین ایشان بر این‌منطقه مسلط بودن و تحت سلطه ایشان بودیسم در این‌منطقه گسترش یافت. و همچنین هیوان تسانگ راهب چینی در سفر خود به بامیان شهروندان این سرزمین را علاقه‌مند به کانیشکا توصیف کرده و همچنین گفته این‌دره دارای معابد بودایی است و مردم و شاه این‌دره به راهبان بودایی خدمت می‌کنند. و گفته است که مردمان کاپیسا سرزمینی‌نزدیک بامیان کانیشکا را به نیکی یاد می‌کنند.. در ادامه به شباهت هنر کوشانی و ظاهر بودا و نقاشی‌های دیواری نیز پرداخته شده است.

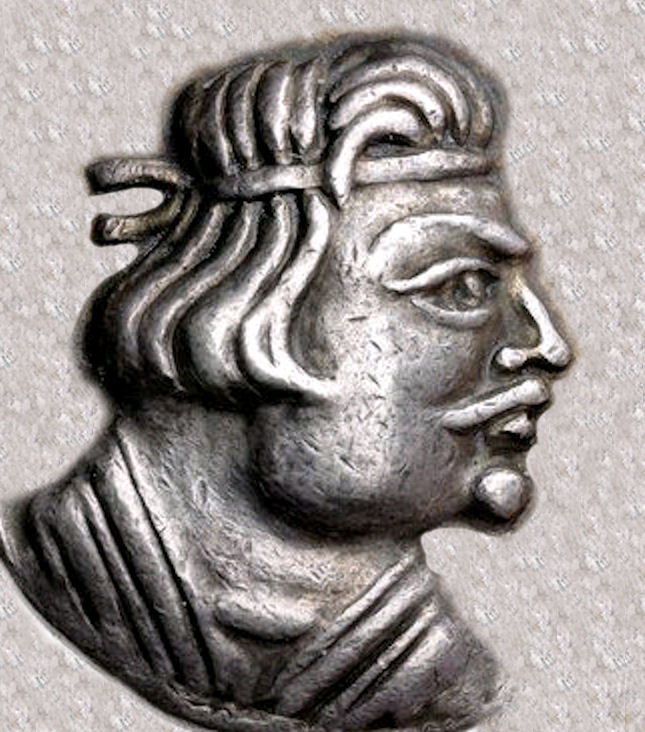
عکس هرایوس پادشاه کوشانی بدون ریش

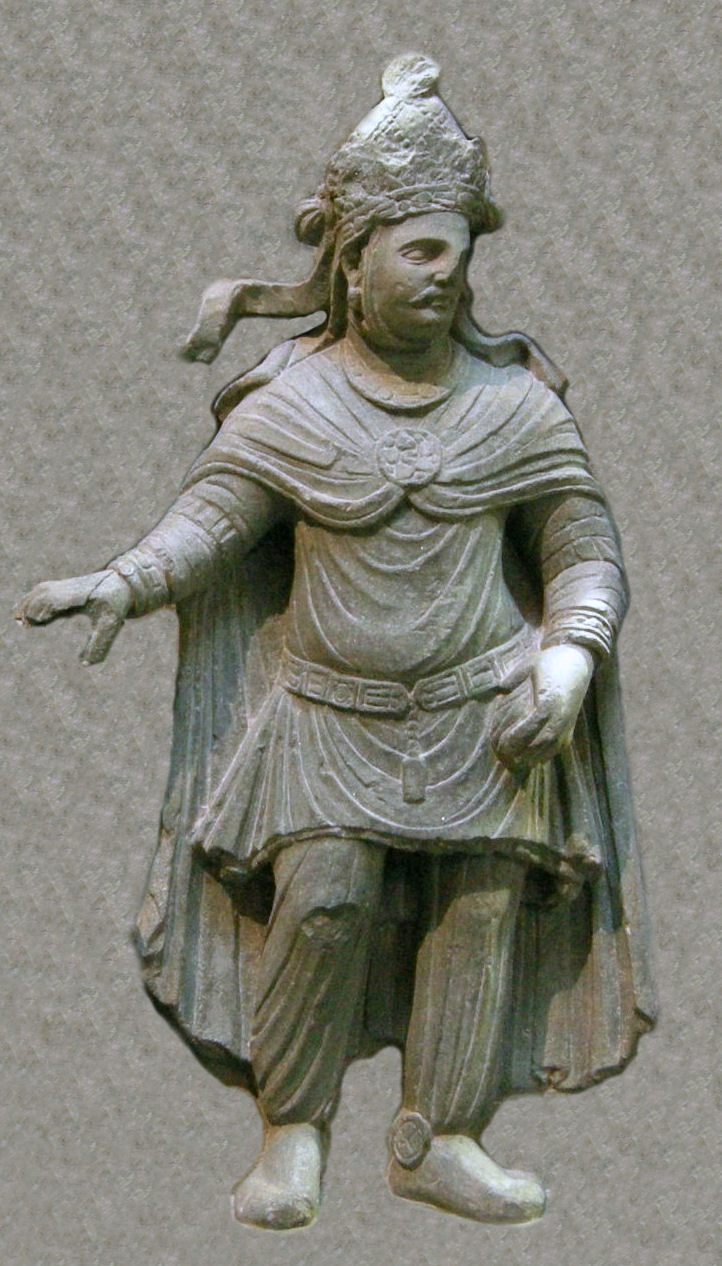
شاه کوشانی بدون ریش

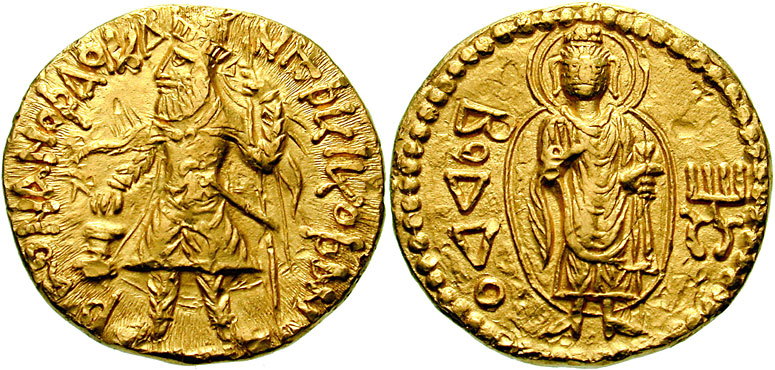
سکه کانیشکا با طرح بودا در پشت

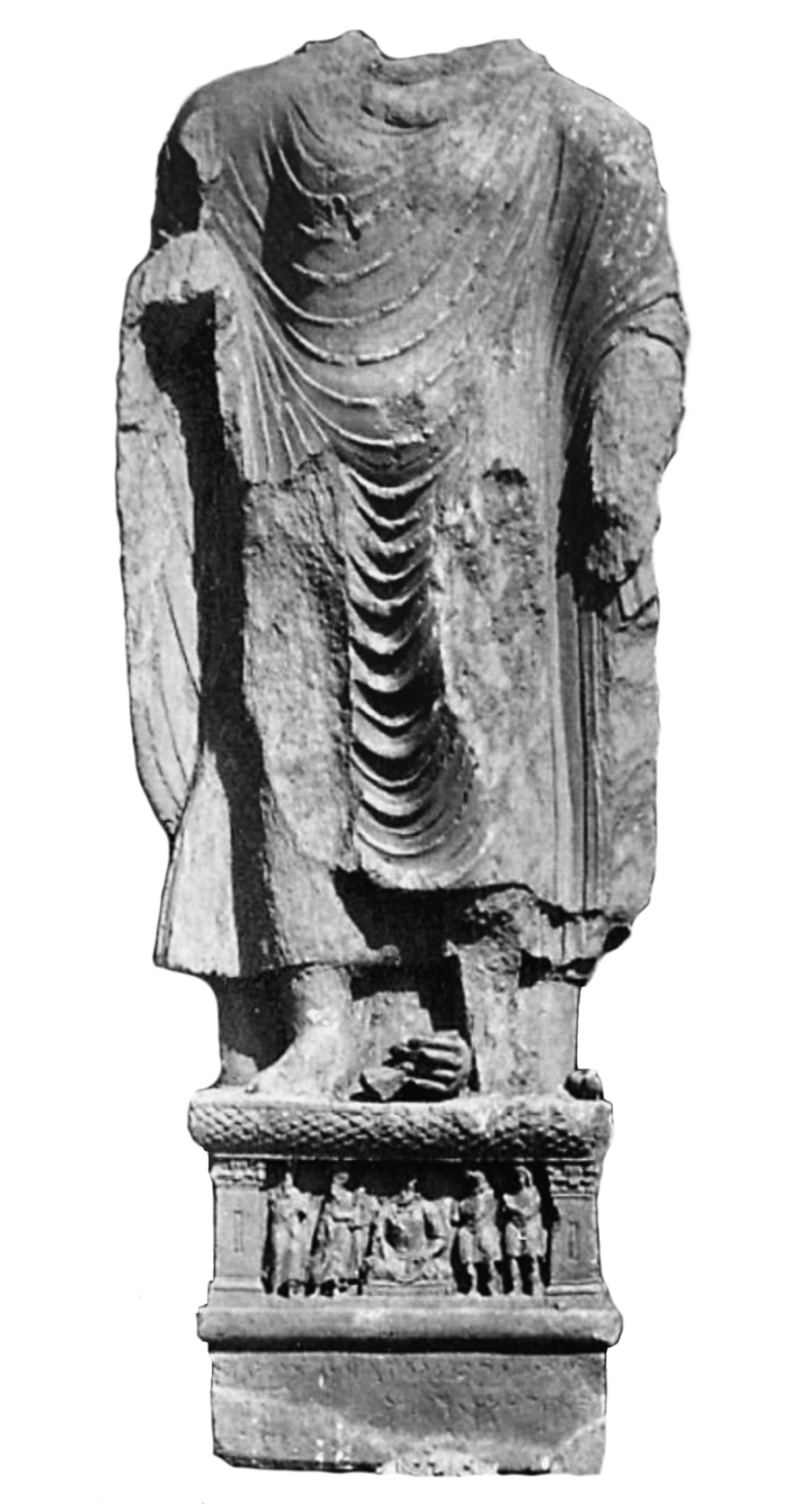
مجسمه ساخته شده در دوران حکومت کانیشکا

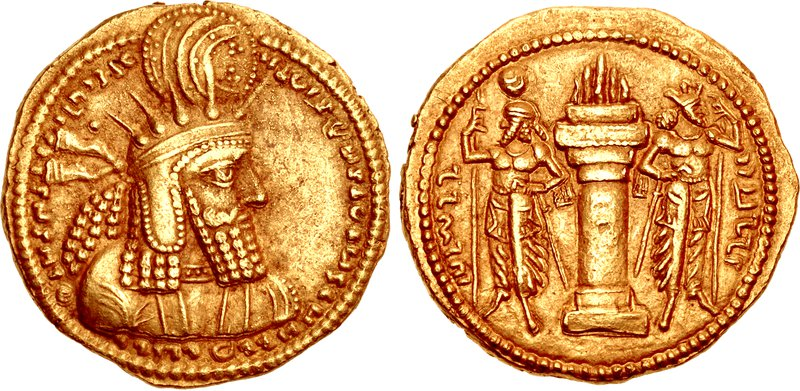
سکه بهرام ساسانی. برخلاف نقاشی‌های بودا در بامیان دارای ریش بلند و همچنین دارای تاج متفاوت است

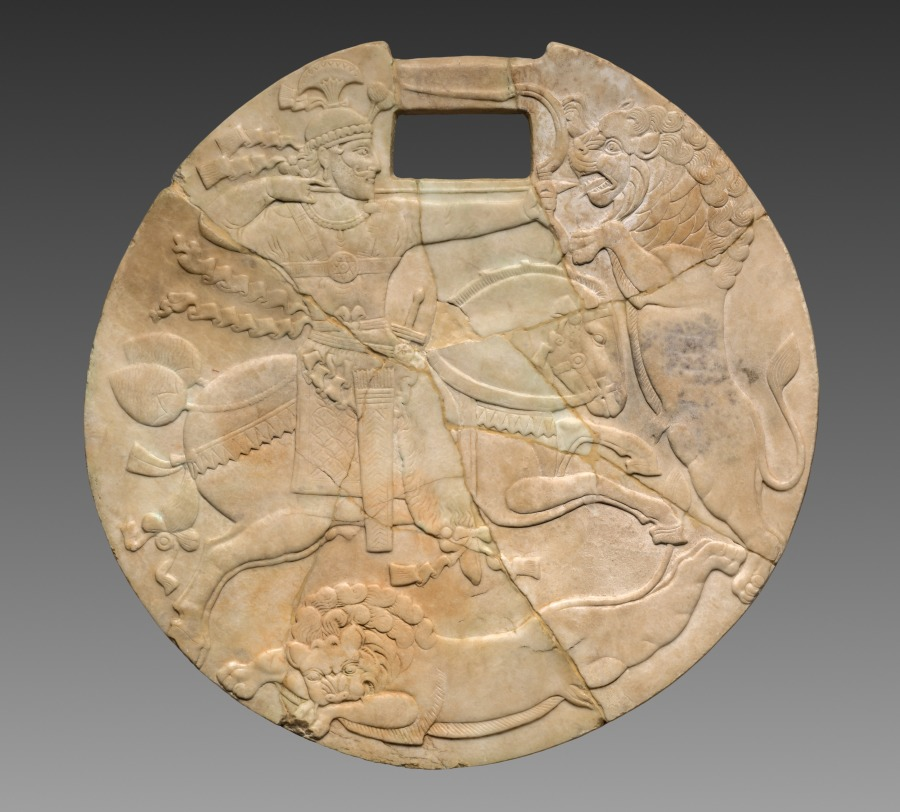
اردشیر دوم در حال شکار. تفاوت تاج و ریش قابل دیدن است

دیدگاه هپتالیان:بر اساس ویکی‌پدیای انگلیسی و با توجه به آزمایش کربن ۱۴ این اثر متعلق به هپتالیان دانسته می‌شود و در قرن ۵ یا ۶ بعد از میلاد ساخته شده است. و در سقف بودای کوچک نقاشی‌هایی از خدای خورشید وجود دارد که در کنار این نقاشی، مردمانی دیده می‌شوند که با شمایل مردمان هپتالی نظیر موی کوتاه، صورت بی ریش و ژاکت‌های کمربند دار و یقه‌های تا شده همچنین نوع خاصی از تاج مطابقت دارد و همچنین آثاری در بودای غربی نیز دال بر این ادعا وجود دارد.(ظاهر تندیس‌ها و برخی نقاشی‌ها به هنر کوشانی و ظاهر تندیس‌ها و سکه‌های آنها شباهت‌هایی دارد و صورت بی ریش نیز در میان کوشانیان وجود داشته)ولی از سوی دیگر برخی منابع چینی همچون سونگ یون روایت می‌کند که هپتالیان آیین بودا را نمی‌شناختند و به آن ایمان نداشتند.آنها خدایان دیگری را می مزستیدند همچون خدای آتش بهشت و …اما آیین بودا در این دوره غالب بوده استبرخی ممکن است این تندیس‌ها را به دلیل همزمانی با حکومت ساسانی به آن‌ها مرتبط بدانند ولی ظاهر مردمان ساسانی به‌طور کلی با نقاشی‌های موجود در مجسمه‌ها متفاوت است، در نقاشی‌ها افراد به صورت بدون ریش در نظر گرفته شده‌اند اما ساسانیان معمولاً ریش بلندی داشته‌اند و تاج ساسانیان نیز با چیزی که مردماندر نقاشی‌های بودا بر سر دارند نیز متفاوت است و همچنین نوعی ژاکت با یقه تا شده که در تصاویر دیده می‌شود در پوشش ساسانیان نیست و چهره ایشان به طور کلی با آثار دوره ساسانی و سایر آثار ایران باستان متفاوت است. در ادامه چند سکه ساسانی به عنوان مدرک آورده شده است و لازم است ذکر شود این بنا شباهت‌هایی به فرهنگ کوشانی دارد نه ساسانی،و همچنین بنا به نظر هیوان تسانگ این مجسمه‌ها مربوط به بودا بوده است و هیچ ارتباطی با حکومت ساسانی یا سایر حکومت‌های ایران باستان که حامی آیین زرتشت بوده‌اند ندارد. هم چنین آثار و نقاشی های موجود در کنار بودا ها و سقف آنها شباهت به بوداییان دارد.  همچنین در زمان ساخت بودا این منطقه تحت حکومت هپتالیان بوده است. همچنین بعد از رو به فول رفتن نیز در منطقه تخارستان مشغول حکمرانی بودند.

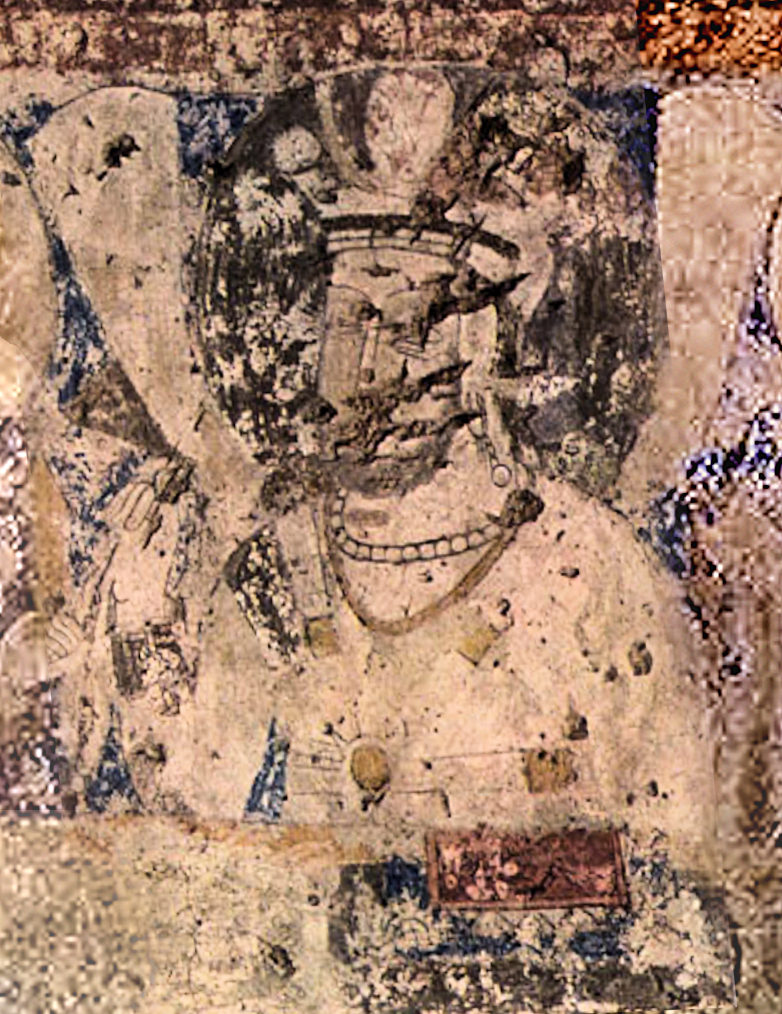
نقاشی در سقف بودای کوچک که شاه بامیان تلقی می‌شود

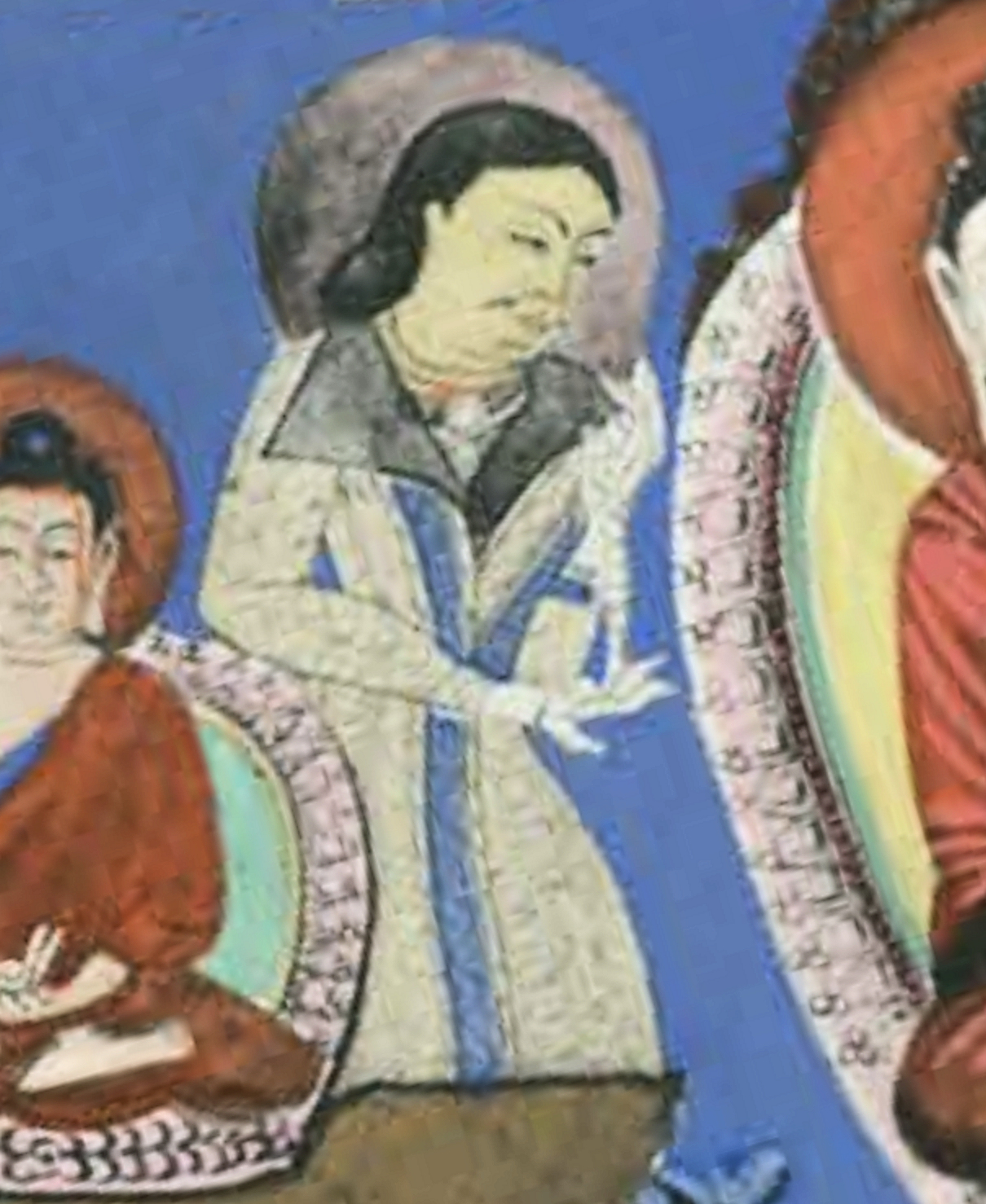
نقاشی فرد هپتالی (با یقه تا شده. قسمت سیاه رنگ) در کنار بودا در یکی از غارهای نزدیک بودای غربی

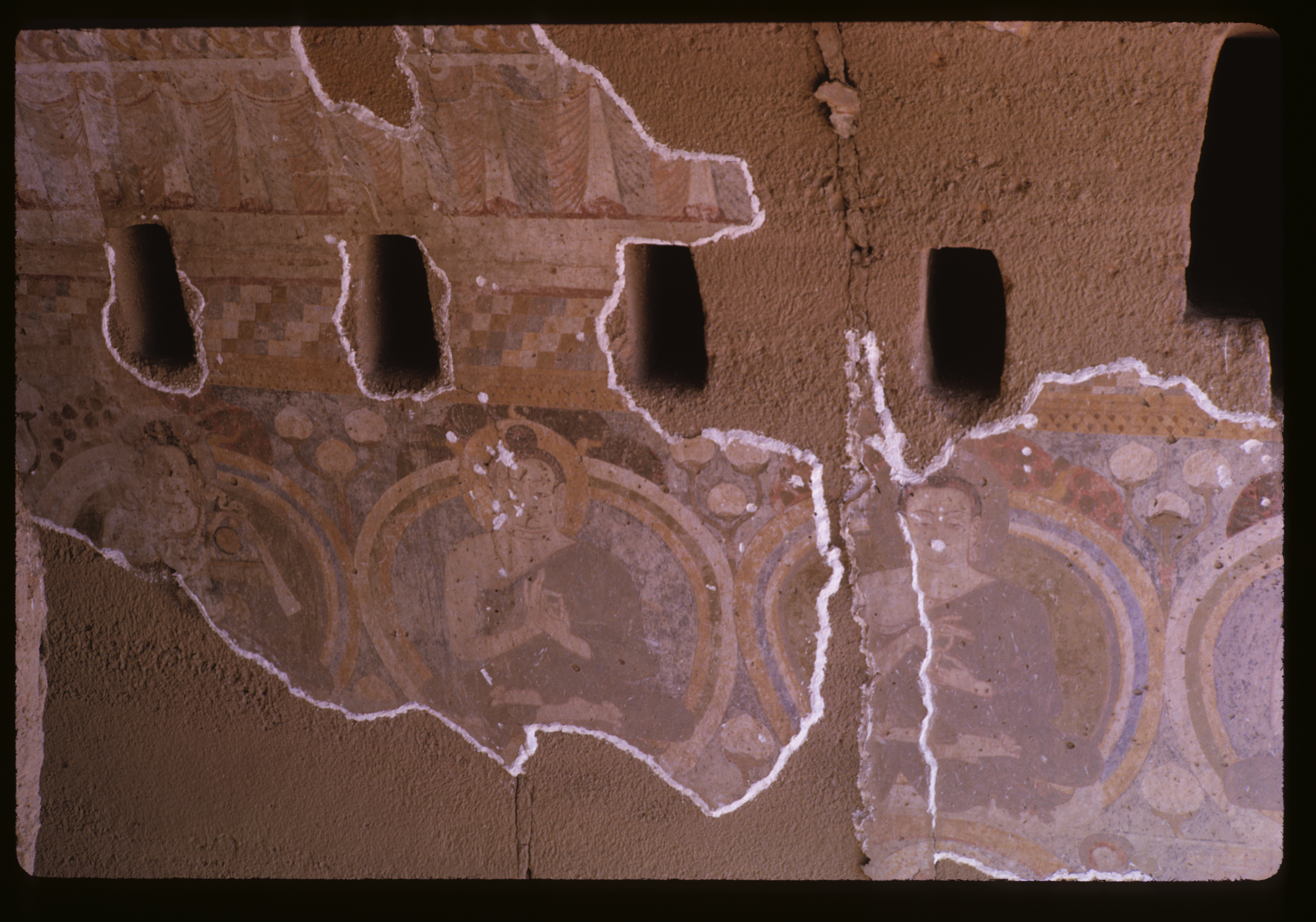
نقاشی‌های بودا در سقف بودای غربی بزرگ

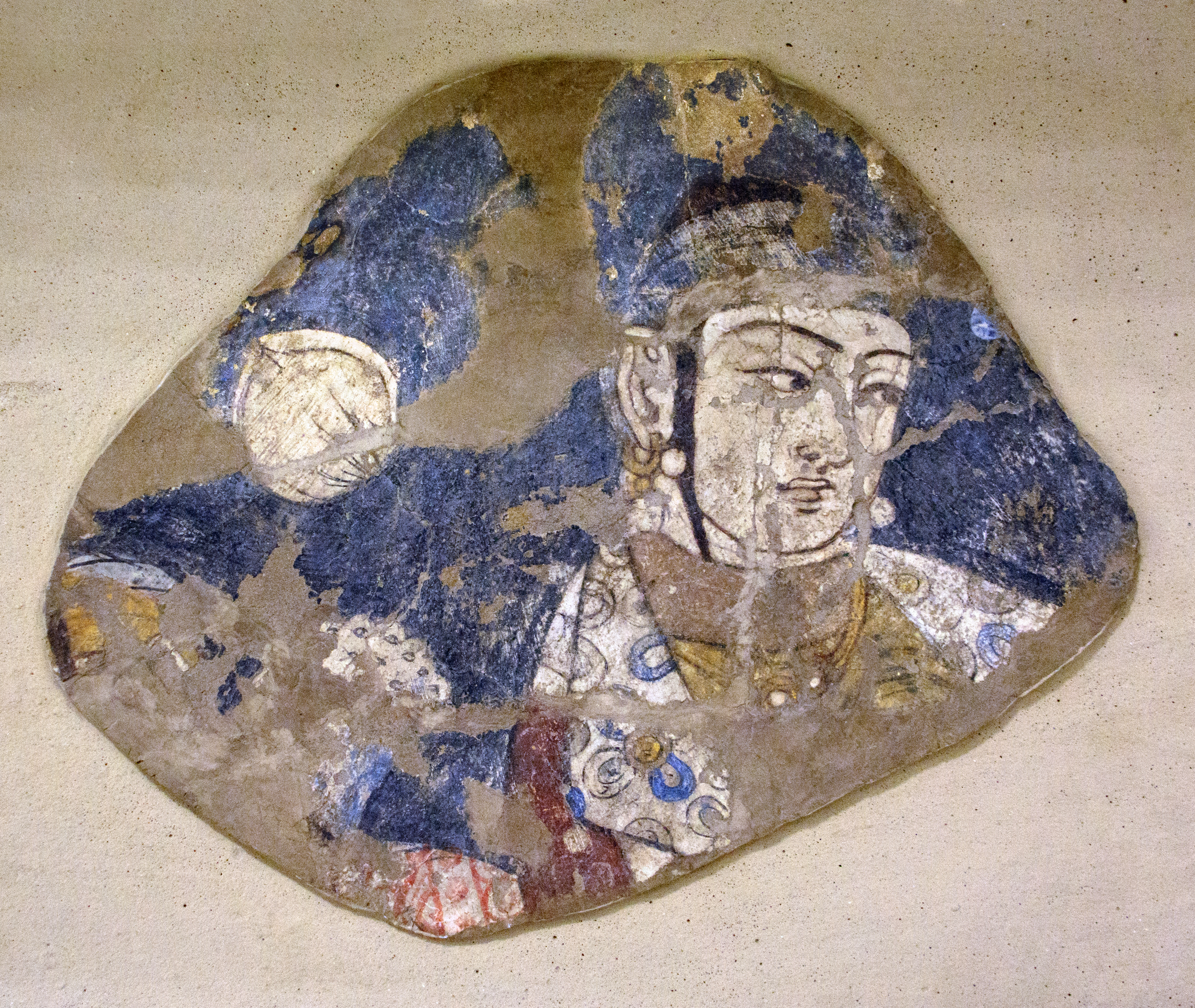
هپتالیان کشف شده در ازبکستان balalyk tepe با یقه تا شده

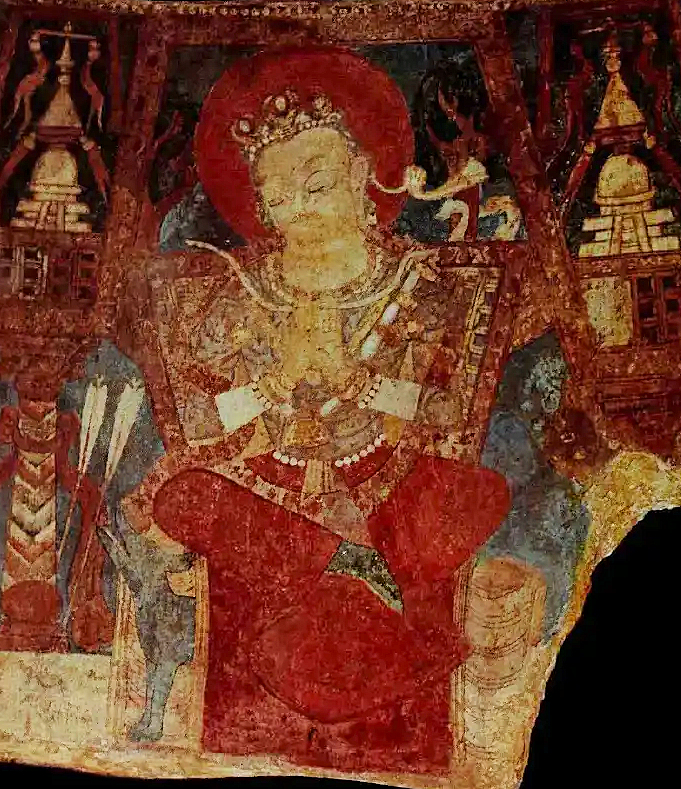
عکس شاه شکاری. کشف شده در دره ککرک افغانستان نزدیک بامیان

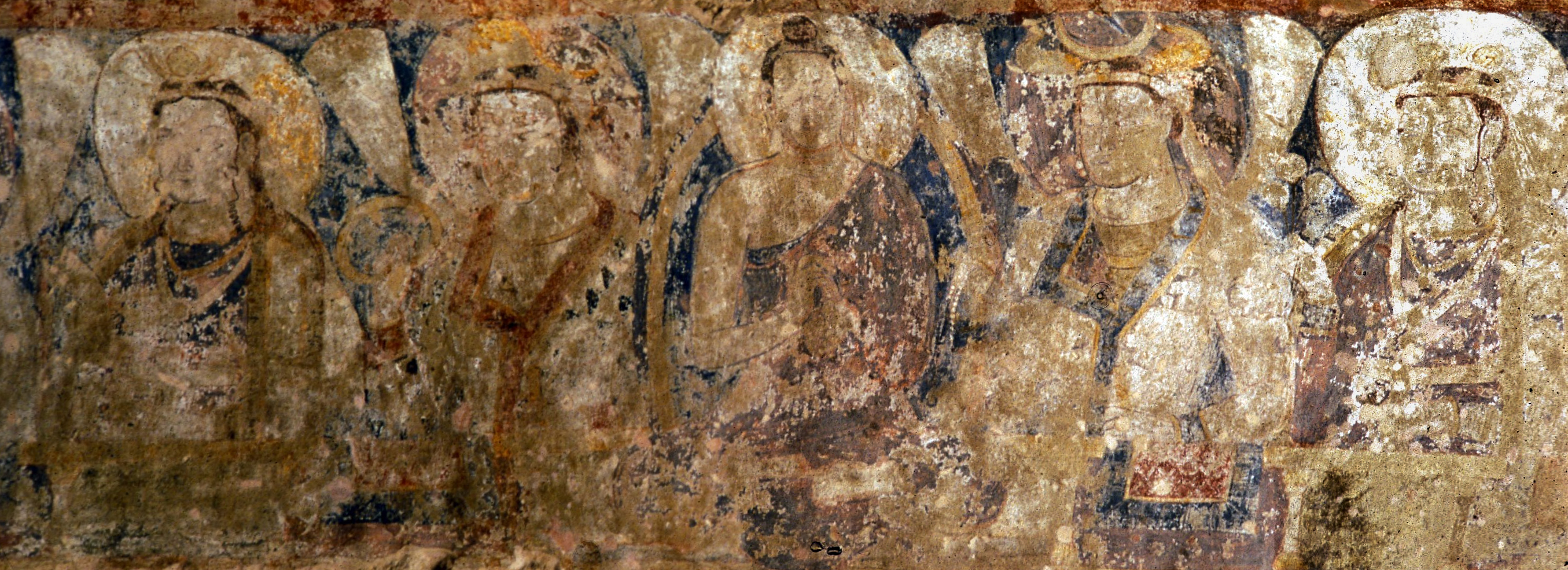
تصویر بودا و مردمان هپتالی در سقف بودای شرقی

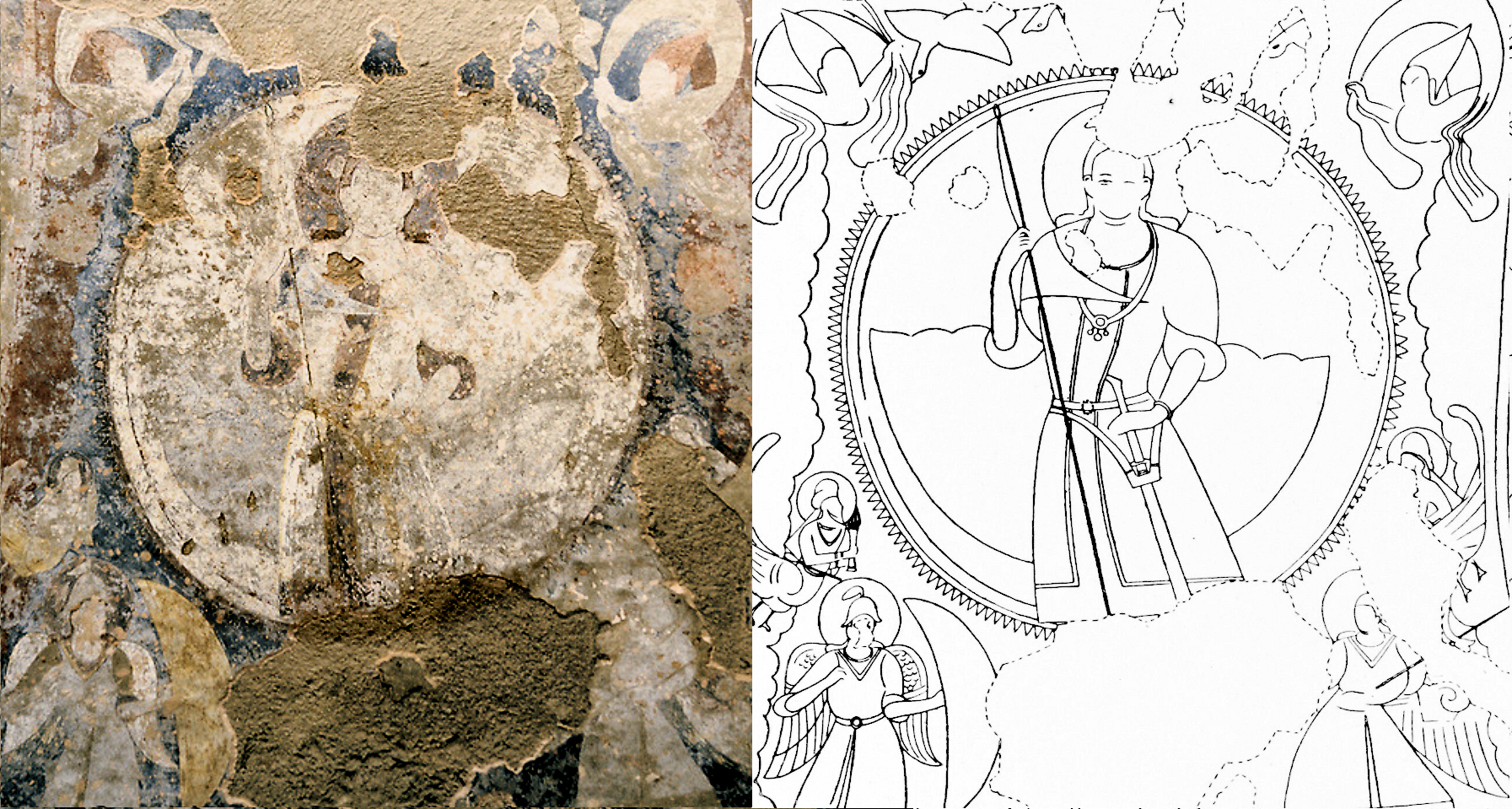
تصویر ناقص از خدای خورشید در سقف مجسمه کوچک که حالا نابود شده است.

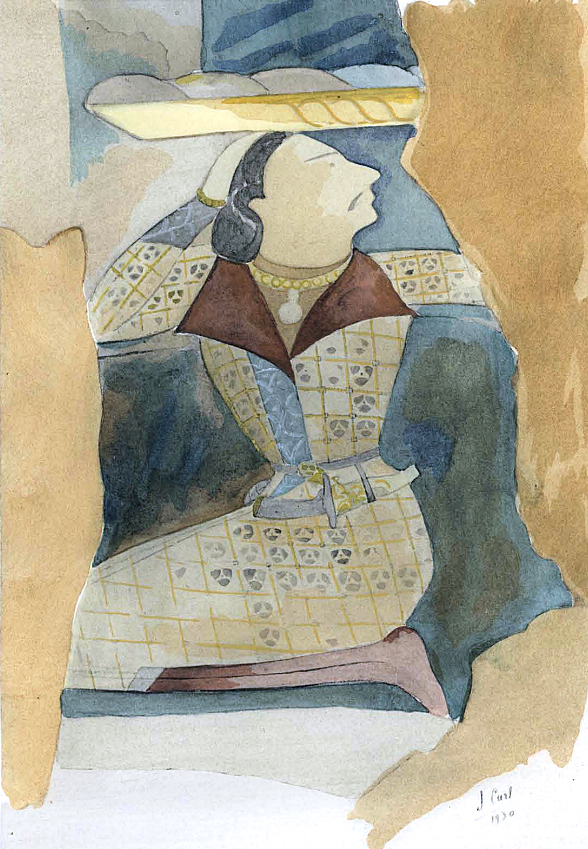
یک فرد هپتالی با یقه تا شده. در سقف بودای غربی

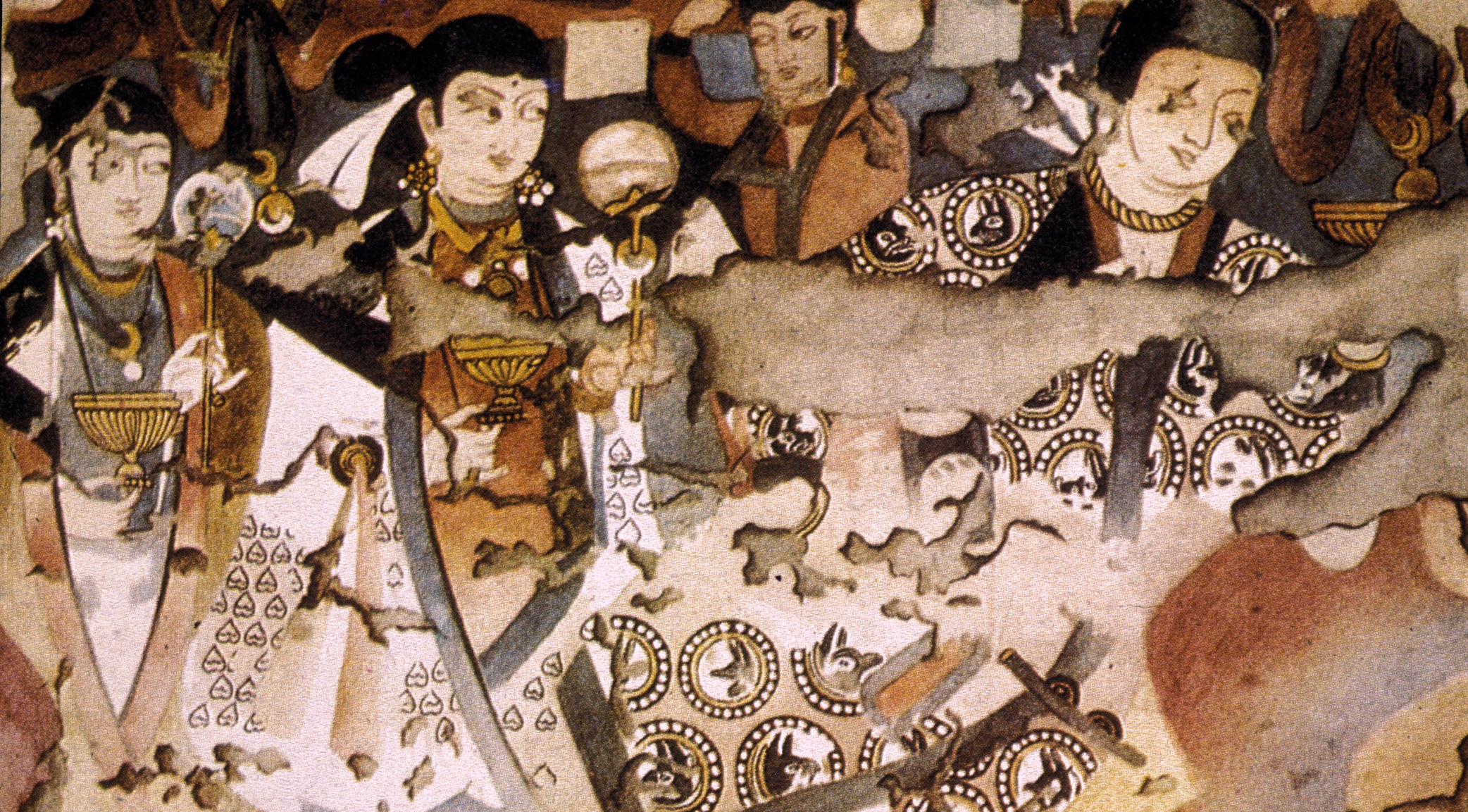
تصویر مردمان هپتالی کشف شده در ازبکستان balalyk tepe

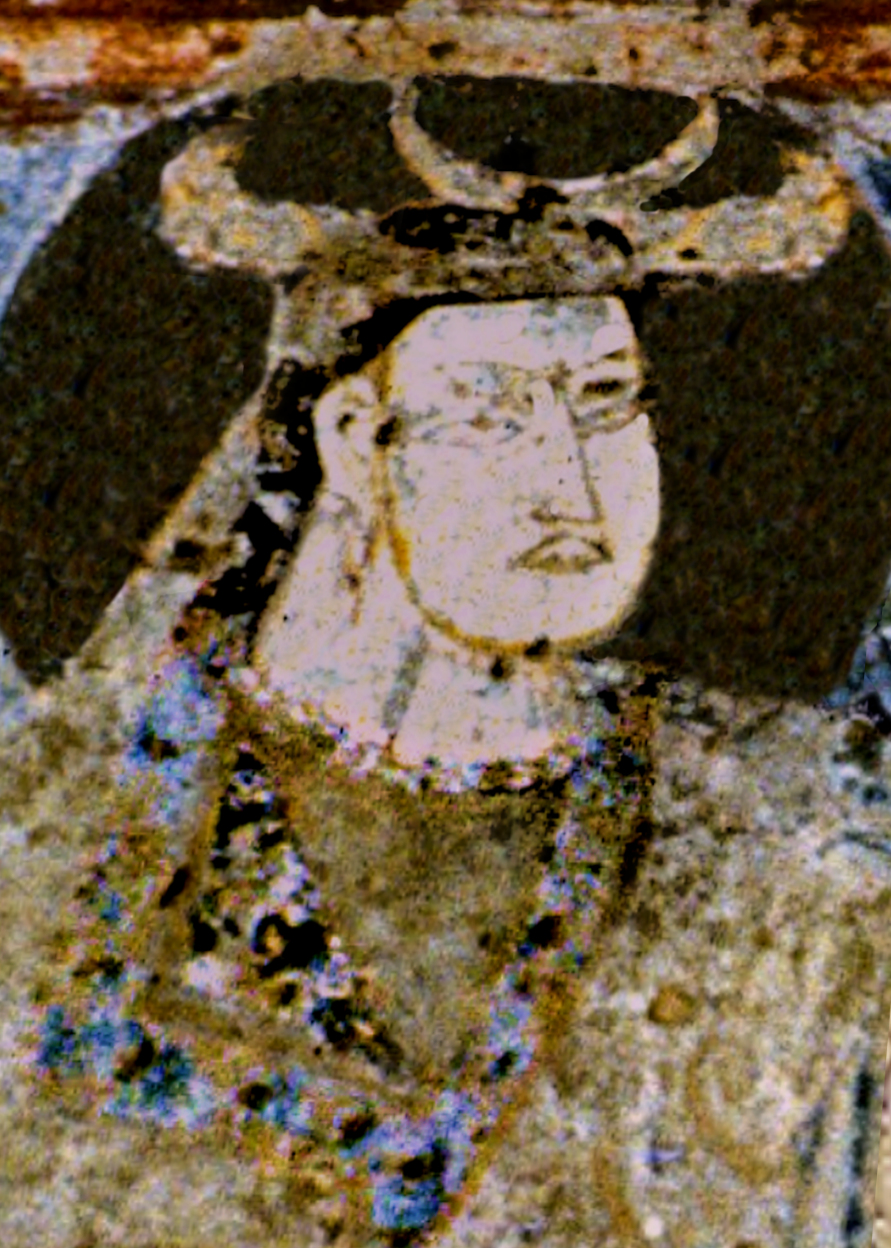
نقاشی در سقف بودای کوچک با تاجی خاص

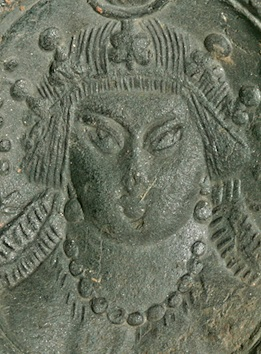
شاهزاده هپتالی تاج مشابه با سایر عکس‌ها. کشف شده در خارج از بامیان

## ساختار و بزرگی و بلندی
- پیکر ۵۳ متری بودا در یک تالار یا غارکوه سنگی قرار داشت یا تراشیده شده بود که ارتفاع اش ۵۸ متر اندازه‌گیری شده است. پیش از انفجار و نابودی اش زینه مارپیچی و پله‌های در پهلوی پیکره‌ها بود در سنگ کوه پاره تراشیده شده بود که گردشگران و دبیرستانی‌ها بالای فرق سر بودای بزرگ بالا می‌رفتند و در آنجا سقف تالار اش با تصویرهای شخصیت‌های مدنیت‌های گوناگون نقاشی شده بودند که با شخصیت‌های هندو اروپایی مانند تصویر رومی و رومن کاتولیکی شباهت داشتند. عده‌ای از دانشمندان این نظریه را مردود می‌دانند زیرا در آن زمان دین عیسویت وجود نداشت؛ و اما باستان شناسان اروپایی گذشته تراشیدن این پیکره‌ها را بین سال‌های ۳۰۰ و ۷۰۰ میلادی می‌دانند که دین عیسویت از سوی روم شرقی «ایستانبول» (کنستانتین) امپراتوری روم شرقی عیسویت را به نواحی شرقی ایران زمین آوردند.

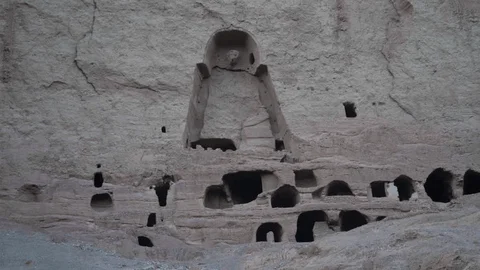
بودای بزرگ نشسته

- بودای کوچک نشستهبودای بزرگ نشستهپیکر ۳۵ متری بودا در یک تالار یا غارکوه سنگی باارتفاع اش ۳۸ متر اندازه‌گیری شده است؛ یعنی که بلندی اتاق شاهمامه دو متر از تندیس بزرگ‌تراند. هنوز بزرگی تندیسهای حتی از سوی باستان‌شناسان معتبر به ارتفاعات گوناگون پنداشته شدند؛ و اما گروه پژوهشی دانشگاه ارتش آلمان مونشن (مونیخ) بلندی را در سال ۲۰۰۳ میلادی اندازه‌گیری کردند که ارتفاع تاقچه‌ها ۵۸ متر و ۳۸ و ارتفاع پیکره‌ها که به همان اندازه می‌باشند که باستان شناسان در سال‌های ۱۹۵۰ و ۱۹۶۰ میلادی بدون نور لیزر اندازه‌گیری کرده بودند. پژوهشگران دانشگاه نظامی مونیخ اندازه‌ها را، برای اندازه صلصل از پا تا سر ۵۳ متر و دیگری ۳۵ متر اندازه کردند.[۴۰] همچنین در این محوطه دو تندیس بزرگ و کوچک نشسته نیز وجود دارد که متاسفانه به طور کامل از بین رفته اند.

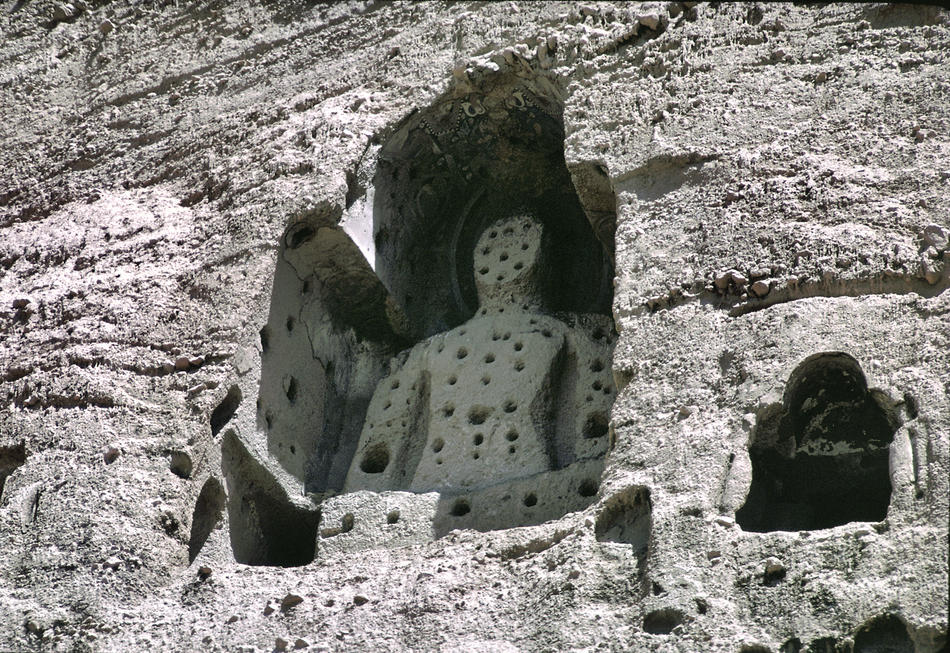
بودای کوچک نشسته

صلصل که زن اش مامه شاه بود در تختی استاده بود و نه در روی زمین. اگر به اعداد پیکره‌های بامیان نگاه ژرف کنیم در می‌یابیم که یک عدد عکس عدد دیگراند. صلصل سمبل مرد گفته شده و شاهمامه سمبل زن، درمیان این دو، ۸ واحدی کوچک دیگری وجود دارد که نماد از فرزندان می‌باشد طرزی یک تندیس خوابیده را خواست ثابت نماید که هزار فوت یعنی برابر به برج ایفل باشد و در خارج از افغانستان به اندازه ۳۲۳ متر گفته شد که نمونه نیاکان است. این دو از هم در فاصله واحد ۸۰۰ متری قرار داشتند. روش زردشتی و در ادیان هندوییسم عدد هفت عدد مقدس گفته می‌شد. در دین بودایی به همین هفت نیکوی راه هشتم (تمرکز نیک) به عنوان راه اصیل هشتگانه افزوده شد. عدد هشت عدد مبارک شد.

## ماهیت

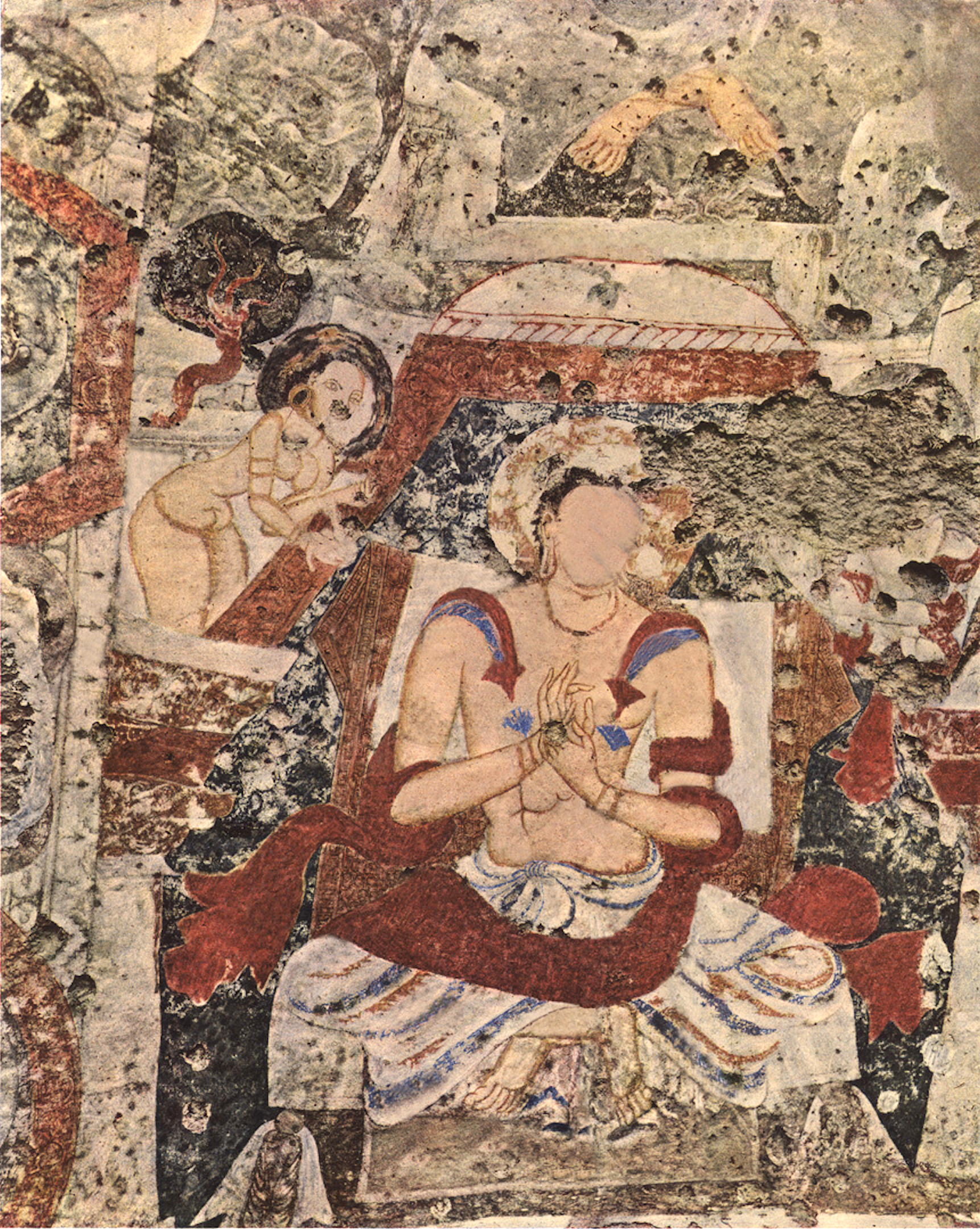
یکی از نقاشی های سقفی بودا در بامیان. صورت به طور کامل بدلیل بت بودن محو شده است.

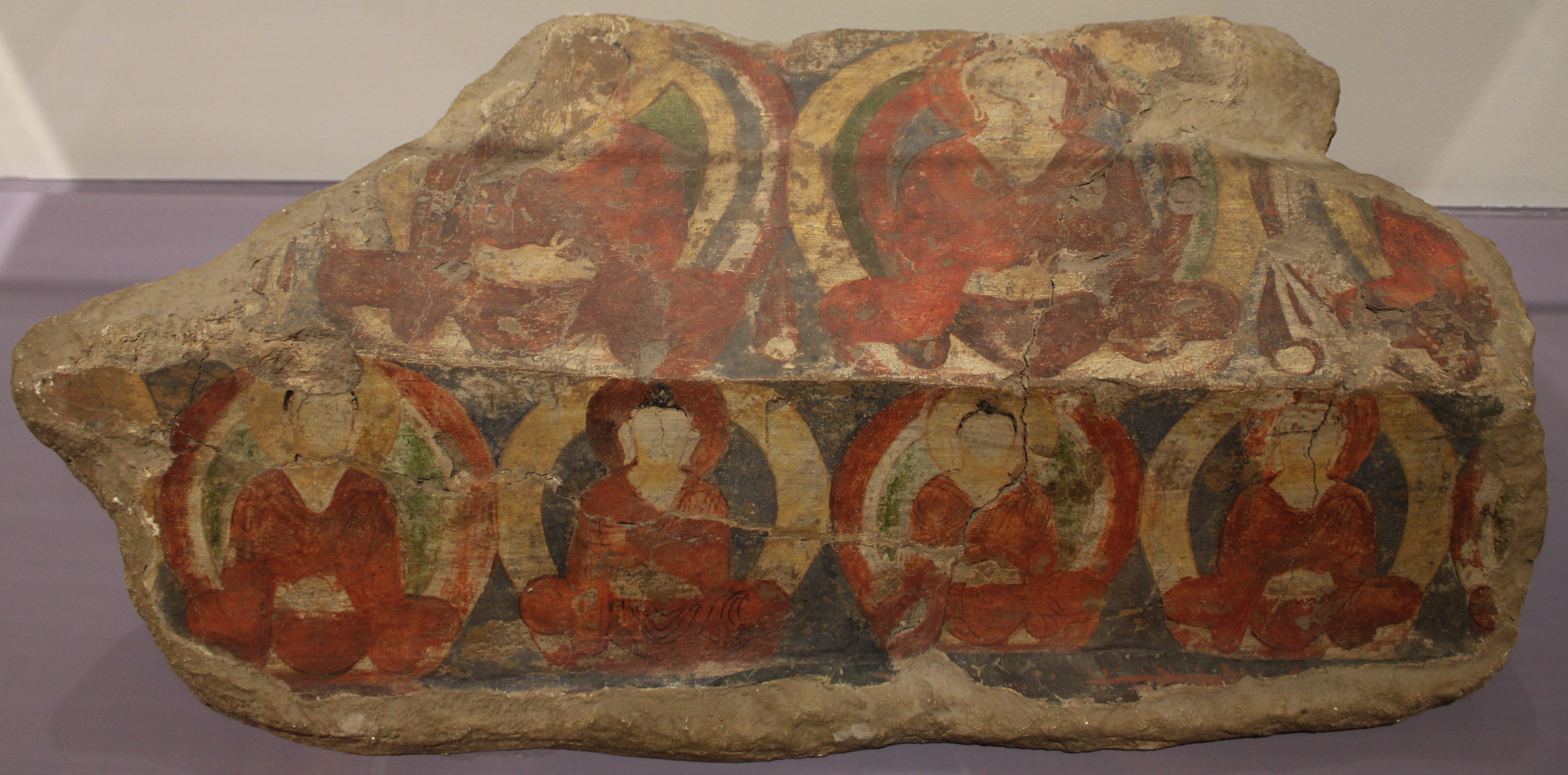
اثر کشف شده از دره ککرک. به صورت بودا دقت کنید که به صورت کامل محو و نابود شده است.

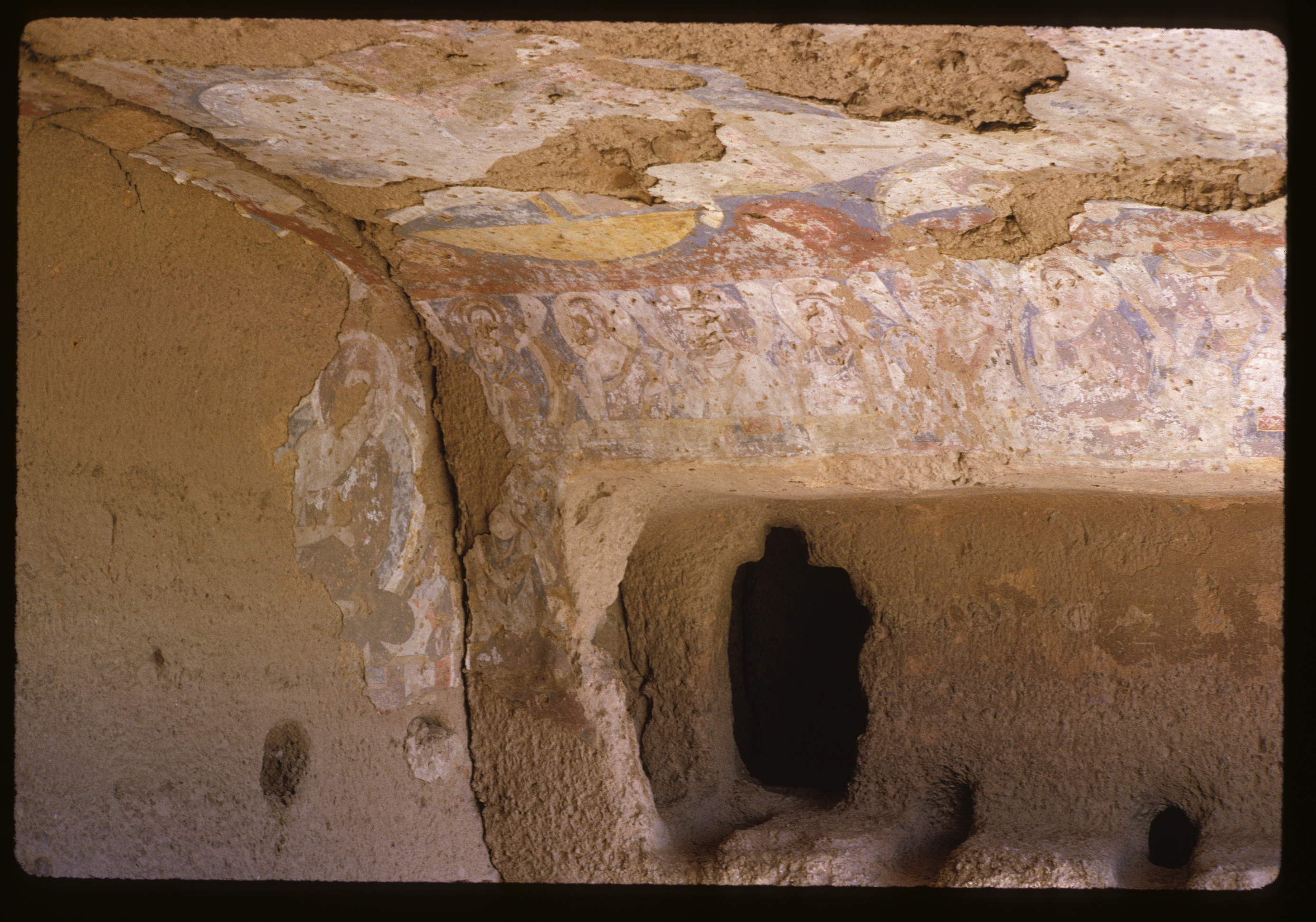
سقف بودای شرقی. بسیار از آثارو نقاشی ها از بین رفته است

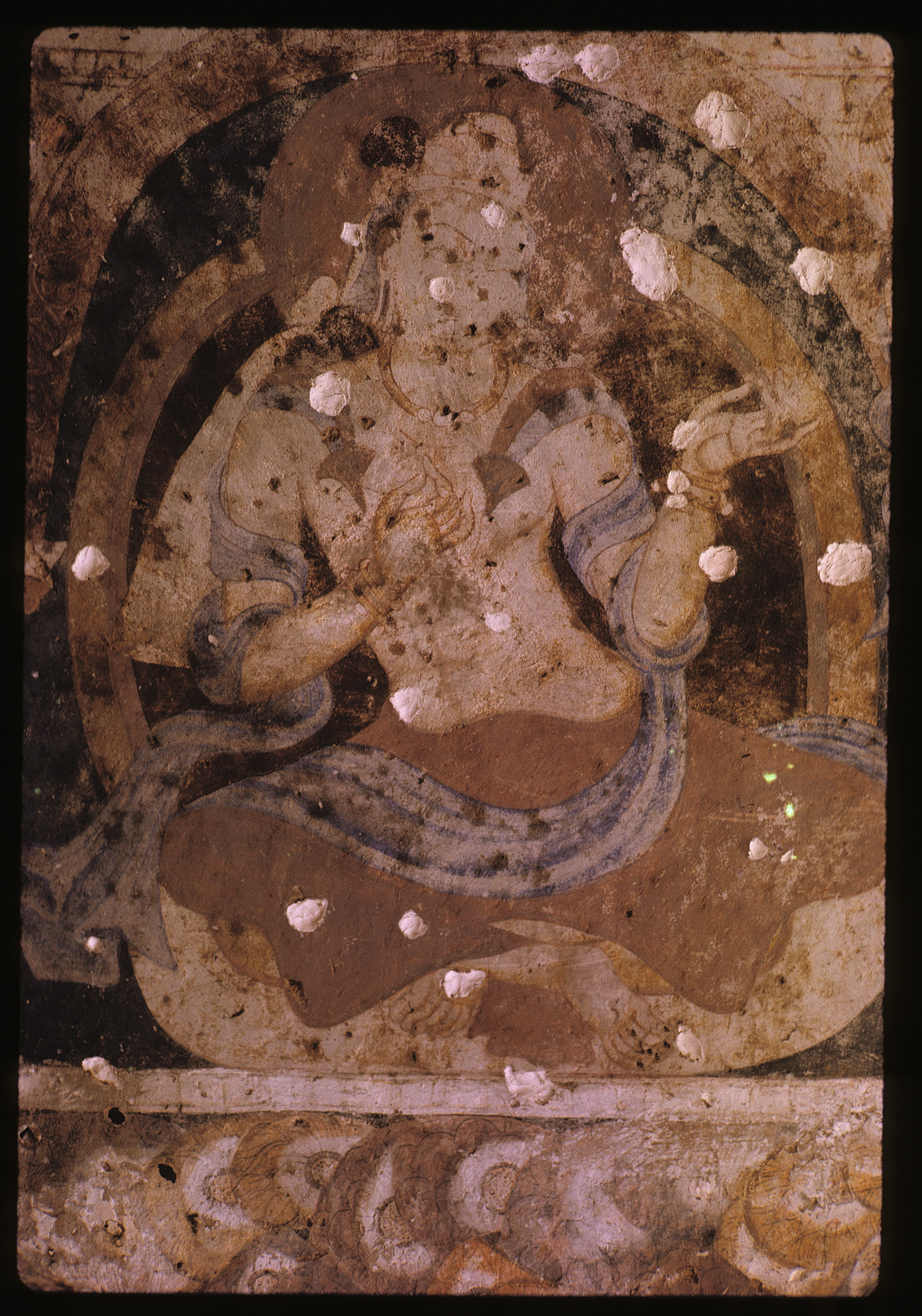
نقاشی بر بالای بودای بزرگ .آثار کنده کاری و تلاش برای از بین بردن مشهود است.

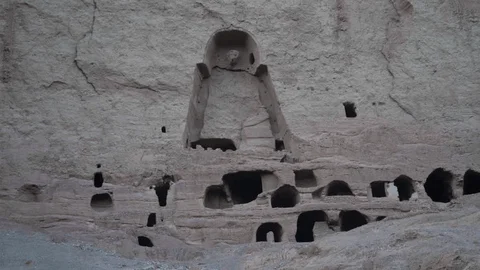
هیچ عکس دیگری از این بودا در دسترس نیست و قبل از اولین عکسبرداری ها توسط سلاطین متعصب از بین رفته است.

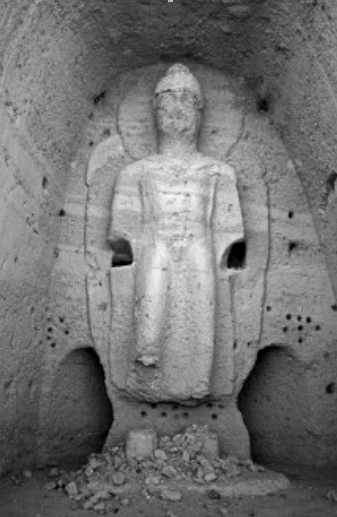
بودای دره ککرک که به طور کلی تخریب شده است.

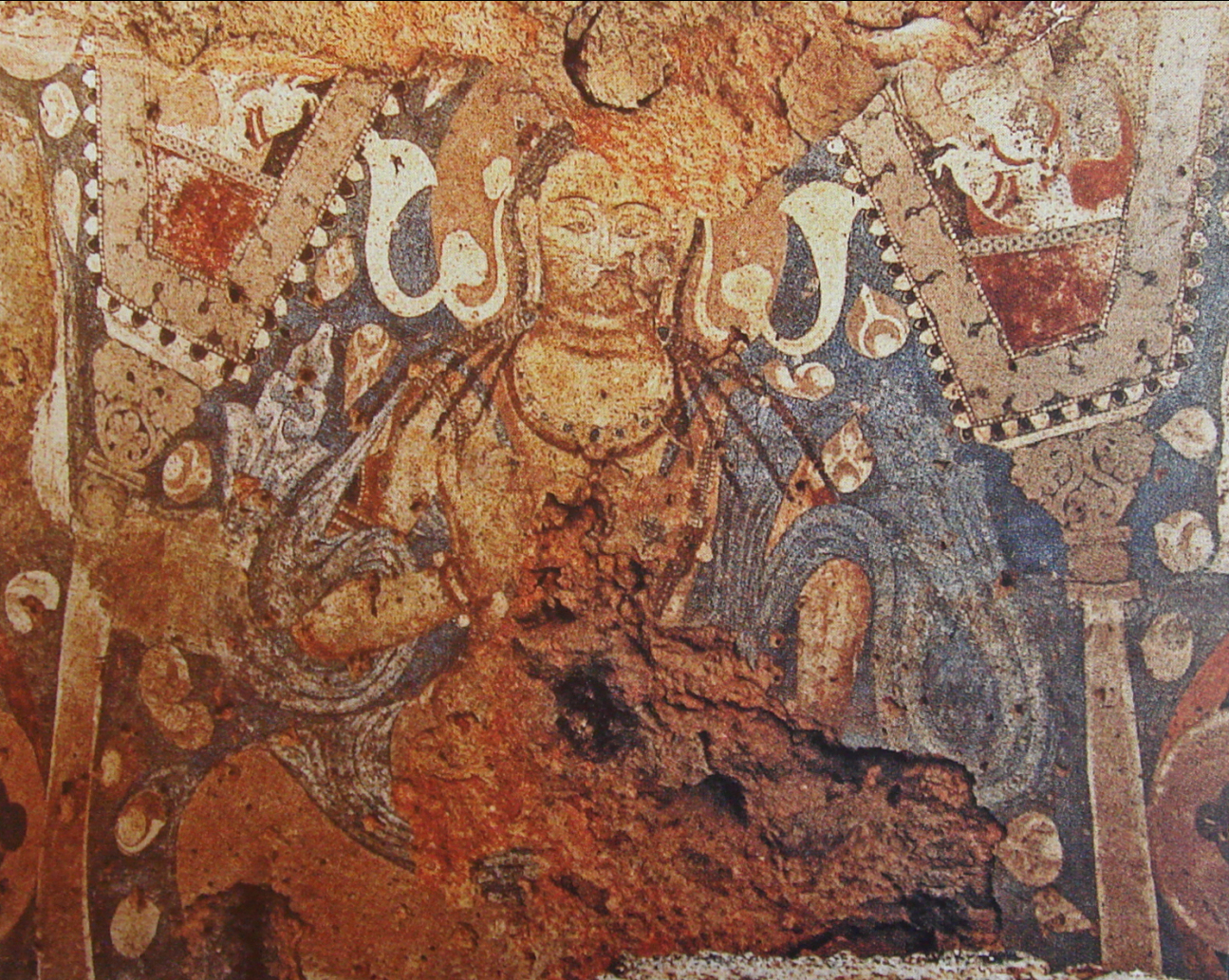
نقاشی بر سر بودای کوچک نشسته. تخریب مشهود است

بزرگ‌ترین بت صلصال نام دارد به معنای گل خشکیده و بت دیگری شهمامه به معنای شهبانو نام دارد. به نظر احمد علی کهزاد گرچه در قرون نخست میلادی تا آمدن اسلام، بامیان مرکز فرهنگی و دینی بوداییان بوده است اما تندیس‌های ایستاده چندان ربطی به بودا ندارند، زیرا آن‌ها قطعاً چهره یک مرد و زن را نمایش می‌دهند در حالی که بودا هیچگاه در کنار همسرش دیده نشده است. نظریه دیگری که منجر به بودایی بودن تندیس‌ها شده است به اینصورت است که چون بت صلصال کوچکتر از اندازهٔ که می‌خواستند شد به ناچار در کنارش شهمامه را تراشیدند.
متاسفانه بسیاری از آثار بودایی این منطقه توسط سلاطین مسلمان از بین رفته است .
البته ناگفته نماند که بامیان یکی از مهمترین مراکز بودایی در زمان قدیم بوده است. هیوان تسانگ راهب چینی گزارش داده که این مجسمه ها مربوط به بودا بوده و هم چنین شاه و مردمان این منطقه(بامیان) به بودا خدمت می کرده اند و هم چنین او از یک مجسمه بزرگ بودای خوابیده نیز یاد کرده است.
و این محوطه دارای دو تندیس نشسته کوچک و بزرگ نیز هست ، که این سه فرم یعنی بودای ایستاده نشسته و خوابیده در سایر آثار بودایی در دیگر نقاط جهان نیز مشترک است و می تواند نقطه اشتراکی بین ماهیت این مجسمه ها و بودا باشد.نقاشی های دیواری این بودا ها نیز شکل و شمایل بودایی دارد.

## پیشینه
در آغاز قرن هفتم یاقوت شرح مفصلی دربارهٔ بامیان و بت‌های بزرگ بامیان ذکر نموده گوید آنجا بتخانه‌ایست بسیار بلند بر ستون‌هایی استوار و در آن، شکلِ همهٔ پرندگانی که خداوند آفریده است نقش گردیده و بر سطح کوه دو بت بزرگ از پایین تا قلهٔ کوه کنده شده است که یکی را سرخ بد و دیگری را خنک بد (بودای سرخ و بودای خاکستری) می‌نامند و گویند آنها را در تمام جهان همتایی نیست. قزوینی نیز از خانهٔ زرین بامیان و دو مجسمهٔ بزرگ بودا سخن رانده است.
گفت‌های زیادی در مورد ساخت مجسمه‌های بودا در بامیان وجود دارد. باستان شناسان می‌گویند احتمالاً این بناها در بین سال‌های ۳۰۰ و ۴۰۰ میلادی ساخته شده است. بعضی‌ها هم با دقت بیشتر می‌گویند که مجسمه بزرگ بودا (۵۳ متر) در قرن پنجم میلادی و مجسمه کوچک در نیمه دوم قرن سوم میلادی ساخته شده و دکورهای اطراف آن از جمله آشیانه‌ها در قرن بعدی تراشیده شده‌اند. اما بعضی باستان شناسان به این باورند که ساخت مجسمه‌های بودا ۸۰۰ سال قبل از میلاد صورت گرفته است. در قرن هجده و نوزده میلادی اکثر اسنادهای تاریخی افغانستان در رابطه به بودای بامیان توسط سلاطین آن زمان نابود شده است.

## نقاشی های سقفی
نقاشی های رنگ و روغن موجود در بامیان که در مقاله نیز به کرات استفاده شده است نخستین نمونه های نقاشی رنگ و روغن است که در دل کوه های هزاره جات بامیان مورد استفاده قرار گرفته است.

## تخریب
سرانجام در روز نهم مارس سال ۲۰۰۱ میلادی مطابق با(۱۳۷۹ خورشیدی) نیروهای طالبان به فتوای ملا محمد عمر به روی مجسمه‌های غول‌پیکر بامیان آتش گشودند تا در شامگاه یازده مارس از صلصال و شهمامه تنها دو حفره باقی ماند. تندیس‌های بودا در بامیان، تا قبل از آنکه در زمان حاکمیت طالبان تخریب شوند، بزرگ‌ترین تندیس‌های بودا و بلندترین مجسمه‌های سنگی در جهان به‌شمار می‌آمدند. به باور برخی از کارشناسان مجسمه‌های بودا در بامیان اگر تا دیروز نمادی از دیرینه تاریخی در این سرزمین بوده امروز یادگار سال‌های حاکمیت افراط گرایی مذهبی در این کشور است حرکتی که جهان را تکان داد یونسکو این اقدام طالبان را «دهشت افکنی فرهنگی» نامید.

## تخریب‌ها در طول تاریخ
پیش از طالبان نیز، مجسمه‌های تاریخی بودا ضربه‌های فراوانی دیده بود.
مسلمانان عرب اولین بار در زمان حجاج بن یوسف بر بامیان تسلط یافتند و تعداد زیادی از معابد و مجسمه‌های آن را با زیور آلات و اشیای قدیمی را به غنیمت بردند. آن‌ها معبد طلایی بیت الذهب و روکش طلایی صورت پیکره‌های بامیان را از بالای پیشانی بطرف پایین تراشیدند تا از حالت بت بودن خارج شود. در زمان صفاریان نیز تندیس‌ها آسیب دید. چنگیز خان در سال ۱۲۲۲ (منابع دربارهٔ چنگیز روایت‌های گوناگونی دارند. برخی معتقد اند در جریان محاصره بامیان دلیل مقاومت شدید و کشته شدن موتوگن نوه چنگیز، چنگیز دستور نابودی شهر و قتل‌عام مردم را داد و بودا نیز از آسیب مصون‌نماند. ولی در مقابل برخی می‌گویند علیرغم کشتار وسیع و نابودی، چنگیز به بودا آسیب جدی نرساند چون برخلاف سایرین انگیزه‌های اسلامی در کار دخیل نبود) اورنگ زیب در سال ۱۶۸۹(با ادوات جنگی) و عبدالرحمان خان در سال ۱۸۹۲ میلادی هر کدام به نوبه خود برای تخریب این دو مجسمه تلاش کردند و بر پیکر آن‌ها صدماتی وارد ساختند. همچنین نقل شده است که نادرشاه افشار نیز به این مجسمه‌ها آسیب زد. در آغاز دهه نود میلادی نیز در جریان جنگ‌های داخلی مجاهدین افغان، مجسمه‌های بودا، از آسیب مصون نماند.عکس های به جامانده از بودا و نقاشی ها نشان دهنده آسیب های بسیار شدید به بودا توسط حاکمان متعصب بوده است، که به از هیچ تلاشی برای نابودی بودا دریغ نکردند ولی بدلیل نداشتن ابزار  و عظمت این بودا کارشان نیمه تمام ماند و توسط طالبان به اتمام رسید. به عکس های استفاده شده در مقاله نگاه کنید، مشاهده می کنید که صورت بودا ها به طور کامل تراشیده شده است و آثار توپ جنگی بر بدن ایشان مشهود است.همچنین در سایر آثار و عکس های به کار گرفته شده در مقاله تخریب مشهود است.

## در ادبیات فارسی
عنصری در شعری حکایت سرخ بُد و خِنک بُد (نام دو بت بامیان) را روایت کرده است. ابوریحان بیرونی این حکایت را با عنوان «صنمی البامیان» به عربی ترجمه کرده است.

## چگونگی فرمان نابودسازی

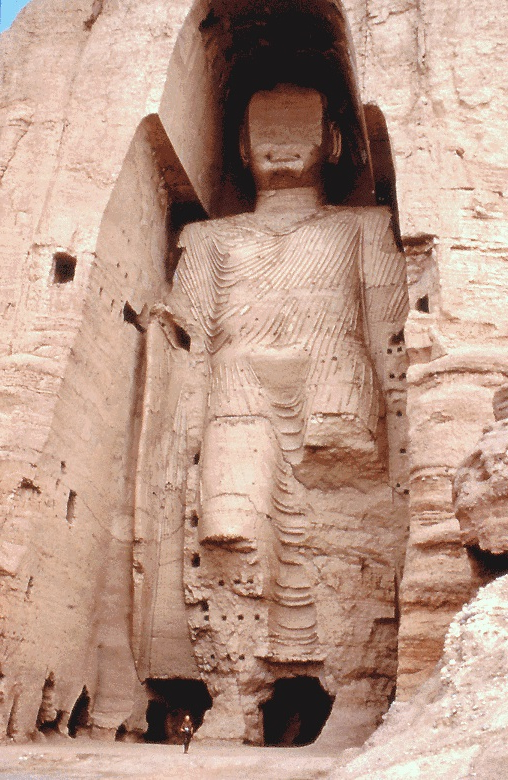
تندیس بزرگ ۵۵ متری بودا «صلصال» پیش از تخریب

در سال ۱۹۹۹، ملا عمر فرمان حفاظت از تندیس‌های بودا در بامیان، که در سدهٔ ۶ میلادی بر صخره‌ای در دره بامیان هزاره جات کنده کاری شده بودند، را داد. (این امر که ملا عمر دستور حفاظت از این بوداها را دادغیرقابل اعتماد است چون فاقد مدرک است و از سویی در ادامه مطالبی ارائه شده که نشان می‌دهد ملا عمر رویکرد بسیار خشنی نسبت به بودا داشته)
ولی در مارس ۲۰۰۱، تندیسها از سوی طالبان، با دستور شخص ملا عمر، نابود شد. ملا عمر، رهبر عالی طالبان، علت دستور نابودسازی تندیسها را در گفتگویی توضیح داد (این‌سخن نمی‌تواند قابل قبول باشد چرا که طالبان علاوه بر بودای بامیان بسیاری از آثار موزه کابل را که شمایلی مانند بودا داشتند به بهانه بت‌پرستی از میان‌برد که هیچ گونه ارتباطی به کمک‌های خارجی نداشت و در ضمن برای نابودی این تندیس‌ها نیازمند مهمات انبوه و هزینه بسیار است و چرا طالبان به جای اختصاص این بودجه به مردم آن را صرف انفجار بودا گرد؟ در جریان تخریب های ایشان در موزه ملی کابل  بدلیل دلایل مذهبی چندین هزار اثر از بین رفت.):
من نمی‌خواستم تندیسهای بودای بامیان را نابود کنم. در واقع، برخی از خارجی‌ها نزد من آمدند و گفتند که مایلند کارهای بهسازی بودای بامیان را که در پی بارندگی کمی آسیب دیده بود، انجام دهند. این مرا شوکه کرد. من فکر کردم، این افراد بی‌احساس به هزاران انسان زنده-افغان‌هایی که از گرسنگی می‌میرند-توجهی ندارند، اما نگران اشیاء غیر زنده مانند بودا هستند. این بسیار اسفناک بود. از همین روی، من دستور نابودسازی آن را دادم. اگر آنها برای کارهای بشردوستانه آمده بودند، من هرگز این دستور را نمی‌دادم.
سپس سید رحمت‌الله هاشمی، سفیر سیار طالبان، نیز گفت که نابودسازی تندیسها پس از پیشنهاد یک کارشناس سوئدی ترمیم سازه‌های تاریخی برای بازسازی تندیسها ازسوی شورای دانشمندان انجام شد. گزارش شده است که هاشمی می‌گوید:"هنگامی که شورای مرکزی افغانستان از آنها خواست تا به جای بازسازی تندیسها پول خورد و خوراک کودکان را تأمین کنند، آنها نپذیرفتند و گفتند، "نه، این پول فقط برای تندیسها است، نه برای کودکان". در نتیجه، تصمیم به نابودسازی تندیس‌ها گرفته شد".

اما این سخن گویی صرفاً برای تطهیر وجهه طالبان است. در مارس ۲۰۰۱، رهبر عالی طالبان ملا محمد عمر فرمانی را علیه تصاویر حکاکی شده غیراسلامی، از جمله، همه تصاویر بت پرستانه انسان و حیوانات صادر کرد. تخریب هنر باستانی، مانند بودا، توسط رادیکال‌های طالبان به عنوان تحقق قوانین قرآنی تلقی می‌شد.با وجود محکومیت بین‌المللی، ملا عمر دستور داد بوداهای باستانی به حکم روحانیون و حکم دادگاه عالی امارت اسلامی (طالبان) نابود شوند.در ۲۶ فوریه ۲۰۰۱، رهبر عالی طالبان، ملا محمد عمر، اعلام کرد که «این بت‌ها خدای کفار بوده‌اند» و دستور نابودی آنها را صادر کرد.
بر اساس حکم روحانیون و تصمیم محکمه عالی امارت اسلامی (طالبان) تمام مجسمه‌های اطراف افغانستان باید تخریب شود.
از نظر اسلام من نگران هیچ چیز نیستم. کار من اجرای دستور اسلامی است. شکستن مجسمه‌ها یک دستور اسلامی است و من این تصمیم را در پرتو فتوای علما و محکمه عالی افغانستان گرفته‌ام. شریعت اسلام تنها قانون مورد قبول من است.

فقط خداوند متعال سزاوار پرستش است نه هیچ‌کس و هیچ چیز دیگری.- ملا محمد عمر
در ۶ مارس ۲۰۰۱، روزنامه بریتانیایی تایمز به نقل از عمر اظهار داشت: "مسلمانان باید به شکستن بت‌ها افتخار کنند. خدا را ستایش کرده است که ما آنها را نابود کرده‌ایم.وکیل احمد متوکل وزیر امور خارجه افغانستان در مصاحبه ای در ۱۳ مارس با روزنامه ماینیچی شیمبون(Mainichi Shimbun) ژاپن اظهار داشت که این تخریب چیزی جز انتقام از جامعه بین‌المللی برای تحریم‌های اقتصادی است: «ما مجسمه‌ها را مطابق با قوانین اسلامی تخریب می‌کنیم و این یک موضوع کاملاً مذهبی است.» در بیانیه‌ای که از سوی وزارت امور مذهبی رژیم طالبان منتشر شده، این تخریب مطابق با قوانین اسلامی است.
درکتاب بودای بامیان نوشته Morgan Llewelyn صفحه ۱۵اشاره شده که:بر اساس رایزنی‌های رهبران دینی امارت اسلامی افغانستان، احکام دینی علما و احکام محکمه عالی امارت اسلامی افغانستان، تمامی مجسمه‌ها و زیارتگاه‌های غیر اسلامی واقع در نقاط مختلف امارت اسلامی افغانستان باید تخریب شود. این مجسمه‌ها زیارتگاه کافران بوده و هستند و این کافران همچنان به عبادت و احترام آنها ادامه می‌دهند. خدای متعال تنها حرم واقعی است و همه بت‌های ساختگی باید نابود شوند. از این رو، ولی فقیه امارت اسلامی افغانستان به تمامی نمایندگان وزارت امر به معروف و نهی از منکر و وزارت‌های اطلاعات دستور داده است که تمامی مجسمه‌ها را تخریب کنند. طبق دستور علما و محکمه عالی امارت اسلامی افغانستان، تمام مجسمه‌ها باید تخریب شوند تا در آینده کسی نتواند آنها را عبادت یا احترام کند.
همچنین بر اساس گزارش سی ان ان قدرت‌الله جمال وزیر فرهنگ و اطلاعات طالبان، در دیدار با هیئتی از سایر کشورها اعلام کرد:آنها هیچ توجیهی ندارند که کار ما غیر اسلامی است. ما به آنها اعلام می‌کنیم که هیچ مجسمه ای در افغانستان نخواهد بود. (که این سخن نشان می‌دهد این گروه به دنبال تخریب مجسمه‌ها از نگاه اسلامی بوده‌اند نه صرفاً اقتصاد!) همچنین به نقل از روزنامه گاردین ملا عمر دستور تخریب تمامی مجسمه‌های افغانستان را صادر کرده بود به دلیل بت‌پرستی و در همین گزارش قدرت‌الله جمال اعلام کرده بود که تندیس‌های تاریخی موزه کابل و تندیس‌های سایر شهرها نظیر جلال‌آباد و هرات نیز نابود شده‌اند (که نشان دهنده انگیزه‌های دینی آنها است).
علی‌رغم اینکه هند هرگز رژیم طالبان در افغانستان را به رسمیت نشناخت، دهلی نو پیشنهاد داد که ترتیبی دهد که تمام آثار باستانی مورد بحث به هند منتقل شود، «جایی که آنها به‌طور ایمن و برای همه بشریت حفظ شوند». این پیشنهادات توسط طالبان رد شد.
به گفته عبدالسلام ضعیف، وزیر طالبان، یونسکو ۳۶ نامه در اعتراض به تخریب پیشنهادی به دولت طالبان ارسال کرد. ژاپنی‌ها به‌طور خاص راه حل‌های مختلفی را برای این موضوع پیشنهاد کردند، از جمله انتقال مجسمه‌ها به ژاپن، پوشاندن مجسمه‌ها از دید و پرداخت پول.
به نقل از روزنامه  تایپه تایمز ژاپن امروز عبدالسلام ضعیف در کتاب خود به نام زندگی‌من با طالبان گفته است:(ژاپن فعال‌ترین کشور در حفظ بودای بامیان بوده است). ژاپن پیشنهاد داده بود مجسمه‌های بودای بامیان افغانستان را پنهان کند تا از تخریب آنها توسط طالبان جلوگیری شود، اما رژیم تندرو در عوض به ژاپنی‌ها پیشنهاد کرد که به اسلام رو بیاورید. او(عبدالسلام ضعیف) گفت:(که یک هیئت رسمی از ژاپن و یک گروه بودایی از سریلانکا پیشنهاد کردند که مجسمه‌ها را قطعه قطعه کنند و دوباره آنها را در خارج از کشور جمع کنند). و همچنین خاطر نشان کرد:(که ژاپنی‌ها به افغان‌ها گفته‌اند که آنها دین اجدادی ایشان هستند و باید میراث آن را حفظ کنند، اما ضعیف گفت: که افغان‌ها بودیسم را «دین باطل» می‌دانند). عبدالسلام ضعیف همچنین اضافه کرد:تخریب بودا بر اساس شریعت صورت گرفت هرچند که روابط خارجی طالبان‌را بدتر کرد.

### حمایت های خارجی
کشورهای منطقه همواره یکی از اصلی ترین حامیان طالبان بوده اند و اعمال ایشان را تایید کرده اند.در دور اول حکومت طالبان عربستان و پاکستان و امارات و ترکمنستان مهمترین حامیان طالبان بودند و ایشان را به رسمیت شناختند.همچنین پاکستان و قطر همواره حامی ایشان بوده اند. هم چنین بسیاری از جریان ها مثل حماس و اسماعیل هنیه و هیئت تحریر الشام و القاعده مولوی عبدالحمید و بسیاری از جریان ها و کشورها از جمله پاکستان به طالبان تبریک گفتند.همچنین یکی از نمایندگان مجلس  احمد نادری ایران ایشان را جنبش اصیل منطقه دانست.به نقل از مولوی عبدالحی مطمئن در کتاب ملا محمد عمر طالبان او افغانستان، عنوان کرده است در جریان تخریب بودای بامیان شیخ یوسف قرضاوی گفت حنفی مسلک است  و حکم شکستن بت هاست.
یک فرد محلی، در صحبت با خبرگزاری صدای آمریکا در سال ۲۰۰۲، گفت که او و برخی دیگر از مردم محلی مجبور به کمک به تخریب مجسمه‌ها شدند. او همچنین مدعی شد که مهندسان پاکستانی و عرب در این تخریب نقش داشته‌اند.از ملاعمر نقل شده است که در هنگام تخریب کردن گفت: «از چه شکایت می‌کنید، ما فقط در حال جنگ با سنگ‌ها هستیم»
این کار، اعتراض بین‌المللی کشورهای گوناگونی چون ژاپن، هند، سریلانکا، کره جنوبی، نپال، ایران، قطر و روسیه را در پی داشت. حتی عربستان سعودی و امارات متحده عربی که هر دو جزء سه کشوری بودند که امارت اسلامی افغانستان را به رسمیت شناختند، این کار طالبان را محکوم کردند. شاخهٔ عربی یونسکو، این نابودسازی را «وحشیانه» نامید.

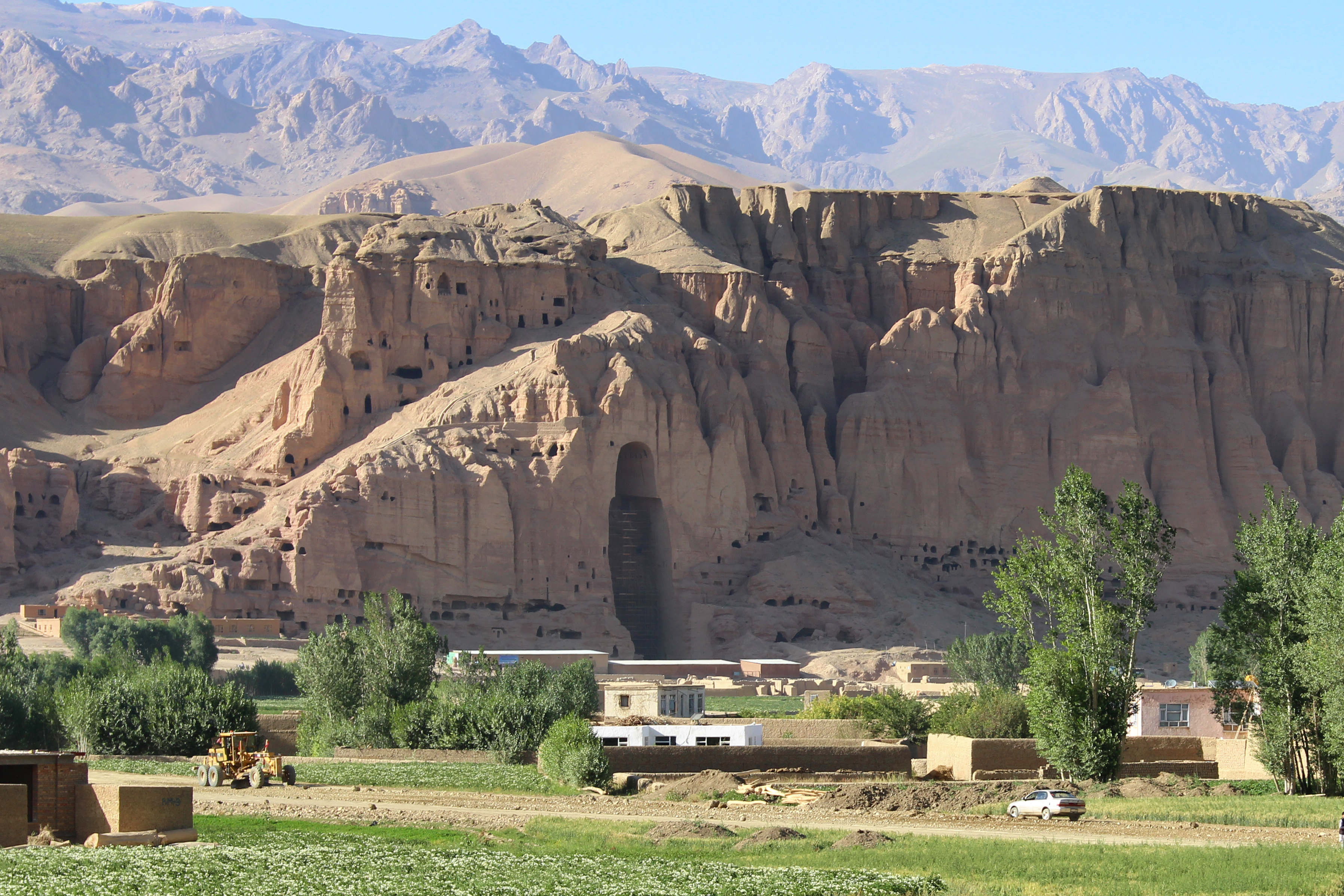